# 안중근 이등박문을 쏘다
“안중근 이등박문을 쏘다”는 조선민주주의인민공화국이 안중근 의사 탄생 100주년을 기념하여 1979년에 제작한 영화이다.